# Raid sur Taipei en 1945
Seconde Guerre Mondiale
Le raid aérien de Taihoku (ch. trad. : 臺北大空襲 ; py : Táiběi Dà Kōngxí ; jap. : 臺北大空襲), qui a eu lieu le 31 mai 1945, est le plus important bombardement allié sur la ville de Taihoku (Taipei moderne), alors sous domination coloniale japonaise, pendant la Seconde Guerre mondiale. De nombreux habitants furent tués dans les bombardements et des dizaines de milliers d'autres furent blessés ou déplacés.

## Contexte

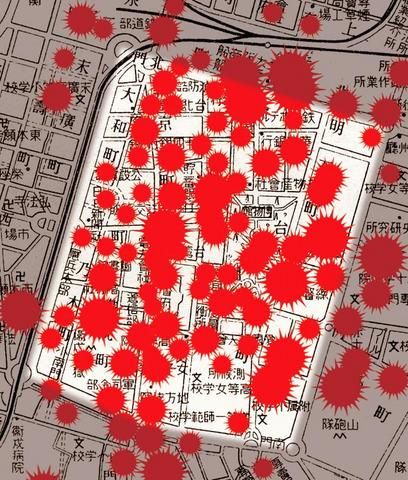
Emplacement des bombes larguées lors du raid aérien.

Dès 1943, la 14e force aérienne de l'US Air Force (USAF) et des unités de la force aérienne combinée des États-Unis et de la République de Chine  avaient lancé plusieurs raids aériens contre des cibles militaires et industrielles dans le Taïwan japonais. Avant cela, des unités de volontaires soviétiques et l'armée de l'air chinoise avaient attaqué des bases militaires autour de Taihoku, en ciblant des objectifs plus petits. Après que les forces terrestres américaines aient reconquis la base navale de Subic Bay aux Philippines, les forces aériennes alliées purent commencer à lancer des raids aériens plus importants et plus systématiques contre des cibles sur l'île de Taiwan. 
Le 12 octobre 1944, les forces aériennes alliées commencèrent à effectuer des raids aériens réguliers sur les usines situées à Heitō (Pingtung) et Kobi (Huwei), le port de Takao (Kaohsiung) et une usine d'aviation dans la périphérie de Takao (Kaohsiung). Taihoku, la capitale et centre politique et financier de Taïwan, se trouva alors sous la menace de raids aériens fréquents de la part des Alliés.

## Déroulements
Le 31 mai 1945, des unités de la 5e force aérienne de l'USAF composées de 117 bombardiers lourds B-24 Liberator furent envoyées mener le plus grand bombardement aérien jamais effectué sur Taïwan. Le bombardement dura de dix heures du matin jusqu'à une heure de l'après-midi, de façon ininterrompue. 
Les Américains ne rencontrèrent pratiquement aucune résistance de la part des Japonais, principalement en raison de l'usure subie par les forces aériennes japonaises lors de la bataille aérienne de Formose, qui avait complètement épuisé les unités de chasse japonaises. Les Alliés larguèrent environ 3 800 bombes sur des unités militaires et des installations gouvernementales de Taihoku ; de nombreux autres bâtiments du centre-ville et du quartier japonais souffrirent également divers dommages.

### Bâtiments touchés
Le bureau du Gouverneur général de Taïwan (à présent devenu palais présidentiel) a été directement touché, bien que le bâtiment ait été fortement camouflé auparavant pour éviter d'être pris pour cible. Le bâtiment subit d'importants dégâts à cause des incendies causés par les bombes et manqua de peu l'effondrement; il fut rendu inoccupable jusqu'à sa restauration en 1948. Parmi les autres installations touchées lors de l'attaque, citons la résidence du Gouverneur-Général Assistant, le siège de la Compagnie Électrique de Taïwan, l'hôtel des chemins de fer de Taïwan, le quartier général de l'armée, l'université impériale de Taihoku, la Gare centrale de Taipei, la Banque de Taiwan, la haute cour de Taihoku et le parc de Taihoku.
De nombreuses installations civiles furent bombardées, notamment le lycée préfectoral pour filles de Taihoku, la cathédrale de l'Immaculée Conception de Taipei (où de nombreux civils s'étaient réfugiés) et le célèbre temple Longshan, dont le bâtiment principal et le couloir de gauche furent touchés ; de nombreux artefacts et œuvres d'art précieux du temple furent détruits dans l'incendie qui a suivi.

## Conséquences
Le nombre de morts s'éleva à plus de 3 000, ce qui dépassait le nombre de morts de tous les raids aériens précédents sur Taiwan cumulés. Des dizaines de milliers de personnes eurent leurs habitations détruites, soit par les bombes elles-mêmes, soit par les incendies qu'elles provoquèrent. Le nombre de 3000 a été avancé peu après l'évènement, mais une estimation plus récente basée sur les archives japonaise donne plutôt un total de 1 100 tués et disparus.
Le raid aérien montra que la ville était sans défense contre les assauts aériens alliés, et le gouverneur général ordonna l'évacuation des écoles et d'autres installations, ainsi que la tenue d'autres exercices d'alerte aérienne. Le 15 juillet 2009, deux munitions non explosées, présumément larguées lors de ce raid, furent retrouvées sur un chantier de construction de la ligne de métro Tamsui-Xinyi près du mémorial de Chiang Kai-shek. Des unités de déminage de l'Armée de la République de Chine intervinrent pour les retirer.

## Postérité
Après-guerre, l'enseignement de l'histoire décidée par le gouvernement nationaliste de Tchang Kaï-Tchek a mis l'accent sur la résistance face à l'occupation japonaise. Le bombardement n'était même pas mentionné dans les manuels scolaires. Cela a entraîné un manque de connaissances à ce sujet, si bien qu'il arrive que des gens se trompent et parlent de « bombardement japonais de Taipei ».
Le raid sur Taipei constitue le décor d'un jeu de plateau ainsi que d'un jeu vidéo nommés tous les deux Raid sur Taihoku, sortis en 2017, qui mettent en scène divers personnages qui tentent de survivre dans le bombardement,.

## Galerie

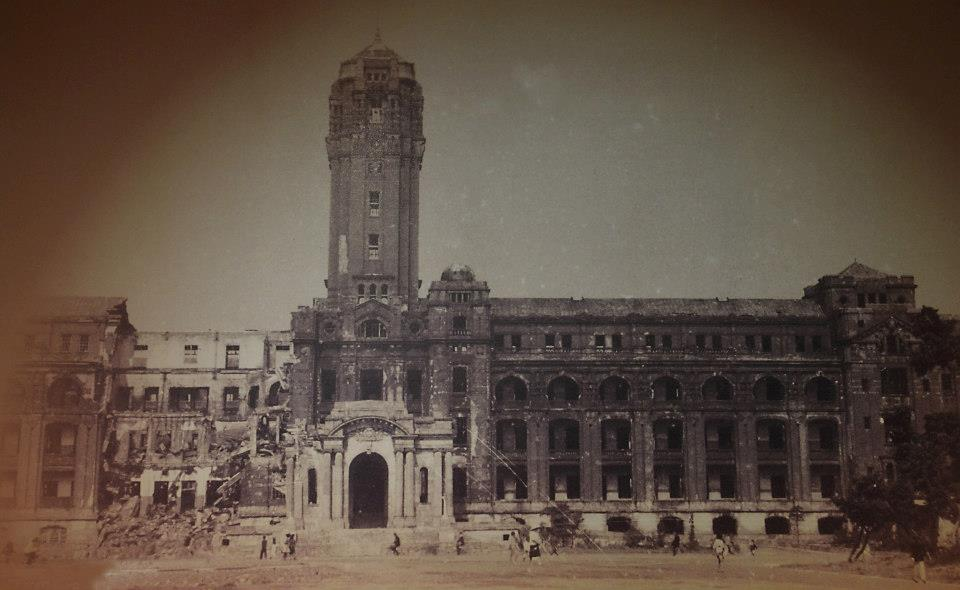
Le palais du Gouverneur général de Taïwan (actuel palais présidentiel) après le bombardement.
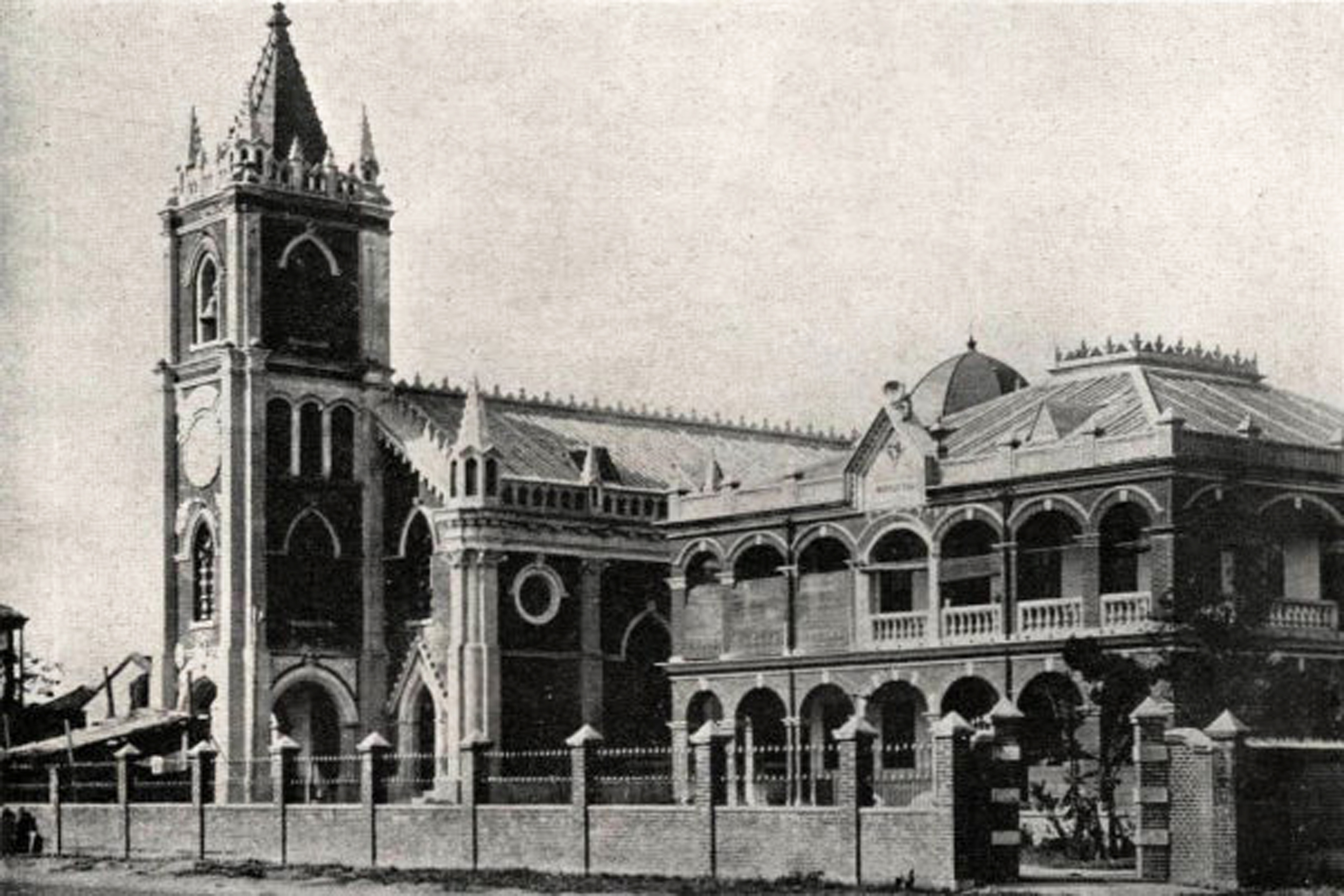
La Cathédrale de l'Immaculée Conception de Taipei en 1889, qui fut détruite dans le bombardement.
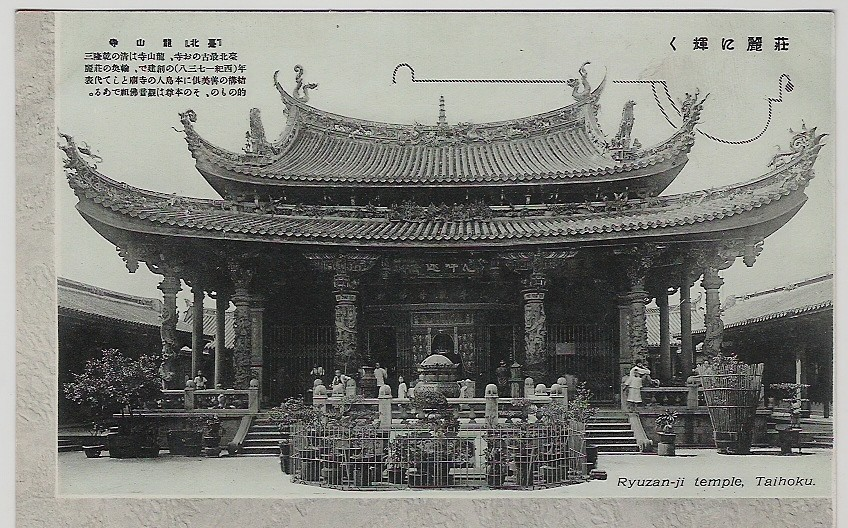
Le temple Longshan, quelques années avant qu'il ne soit endommagé par le bombardement.
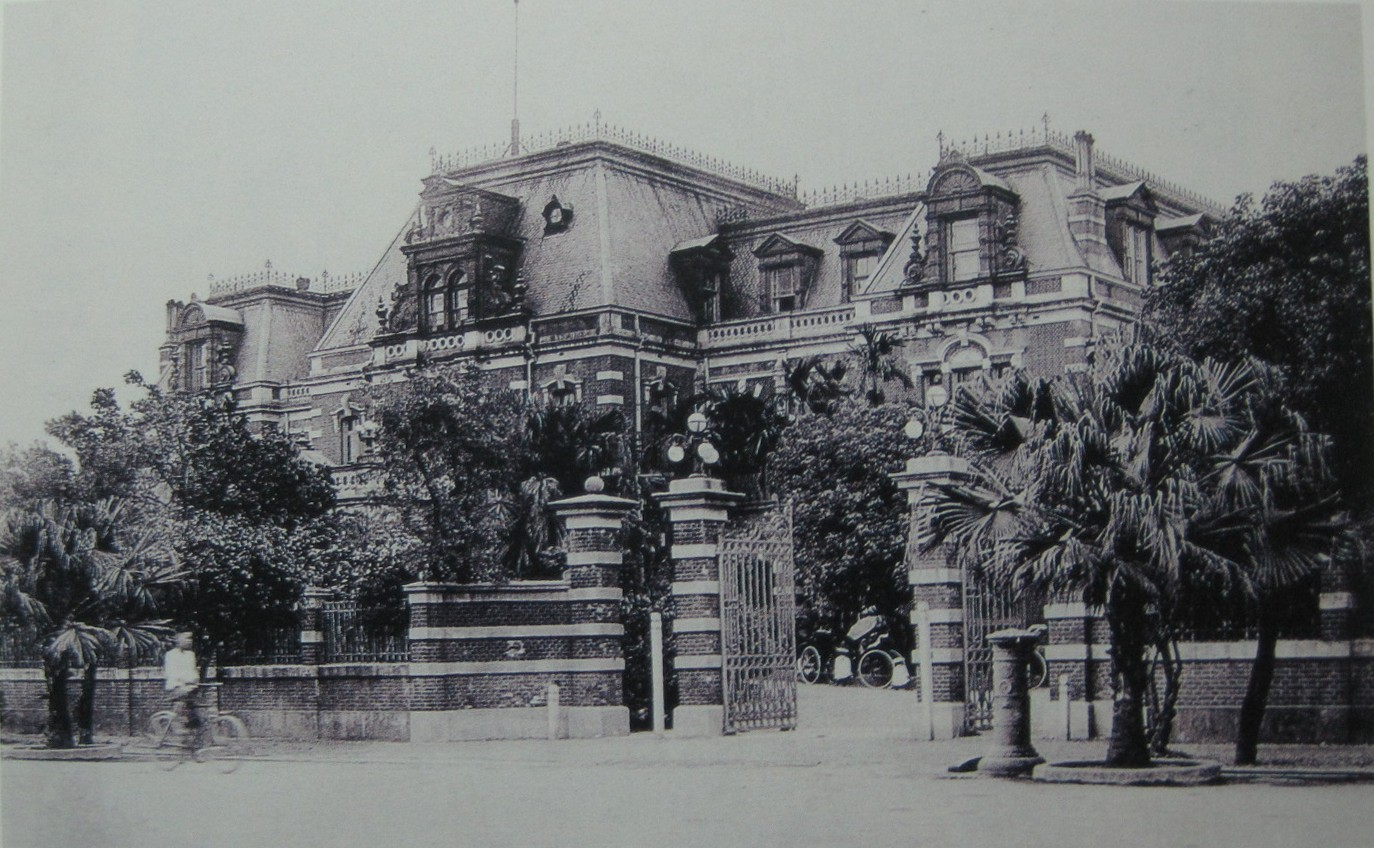
L'hôtel des chemins de fer de Taïwan, qui fut touché par des bombes lors du raid.